# سعید بشیرتاش
سعید بشیرتاش (متولد ۵ دی ۱۳۴۴ در تهران) نویسنده، جراح و دندانپزشک مقیم بروکسل و فعال سیاسی ملی‌گرای ایرانی، بنیانگذار و مسئول جبهه هفت آبان، از گروه‌های مطرح  و مخالف جمهوری اسلامی است. او با دعوت و میزبانی نشستی از دهها تن از فعالان سیاسی مطرح اپوزیسیون در روزهای هفتم و هشتم آبان ۱۴۰۱ در شهر بروکسل سازمانی را بنیان گذارد که یک ماه بعد جبهه هفت آبان نامگذاری شد.او جبهه هفت آبان را خانه همه ملی‌گرایان دموکراسی‌خواه، از مشروطه‌خواه گرفته تا جمهوری‌خواه، معرفی می‌کند. 
سعید بشیرتاش فعالیت‌های سیاسی خود علیه جمهوری اسلامی را در جوانی آغاز کرد. در آن زمان، حزب ملت ایران اصلاحات جمهوری اسلامی را سراب می‌خواند و خواهان برانداختن جمهوری اسلامی و برقراری یک دموکراسی سکولار در ایران بود.  
او پس از آغاز همکاری با حزب ملت ایران در سال ۱۳۷۲ ، در سال ۱۳۷۵ به عنوان مسئول سازمان جوانان آن حزب انتخاب شد و همکاری نزدیکی را با همرزمانش پروانه اسکندری و داریوش فروهر (بنیانگذار حزب ملت ایران) آغاز کرد.
در ادامهٔ قتلهای زنجیره‌ای و پس از قتل داریوش و پروانه فروهر، «سازمان جوانان حزب ملت ایران» با هدایت او سلسله اعتراض‌هایی بر علیه نقض حق حیات ایرانیان علیه رژیم و حساس نمودن فضای جامعه علیه استبداد سامان داد. پس از نقش مهمی که «سازمان جوانان حزب ملت ایران» در جنبش دانشجویی و قیام ۱۸ تیر ایفا کرد  . سعید بشیرتاش ابتدا مدتی پنهان و سپس مخفیانه از کشور خارج و راهی ترکیه شد در همین زمان همسرش دریا صفایی که در بازداشت به‌سر می‌برد با قید وثیقه آزاد و پنهانی به ترکیه گریخت و از آنجا با هم عازم بلژیک شدند. از آن زمان، ارتباط سعید بشیرتاش با حزب ملت ایران پایان یافت و تا زمان تاسیس جبهه هفت آبان فعالیت‌های سیاسی‌اش را به صورت فردی ‌و خارج از چارچوب گروه سیاسی خاصی انجام می‌داد. 

## زندگی‌نامه
سعید بشیرتاش در ۵ دی‌ماه ۱۳۴۴ خورشیدی در تهران به‌دنیا آمد. 

## قیام ١٨ تیر دانشگاه تهران
قیام ۱۸ تیر ۱۳۷۸ بزرگترین و مهمترین اعتراض مدنی از زمان استقرار حکومت اسلامی در ایران تا آن تاریخ بود. اعتراضات از گردهمایی کوچکی در دانشگاه تهران در اعتراض به توقیف روزنامه اصلاح طلب سلام آغاز شد. او ابتدا پنهان و سپس مخفیانه از کشور خارج شد. 

## زندگی در تبعید
بشیرتاش به اتّفاق همسرش از ترکیه به بلژیک رفت. در خارج از کشور، فعالیت سیاسی خود را برای سرنگونی جمهوری اسلامی به‌صورت مستقل ادامه داد. از او تعداد بی‌شماری مقاله و مصاحبه در رسانه‌های اپوزیسیون منتشر شده است. بشیرتاش با سخنرانی در گردهمایی‌های ایرانیان در تبعید و حضور در میزگردهای سیاسی تلویزیونی به روشنگری دربارهٔ حکومت اسلامی و بیان معضلات ایران معاصر پرداخته است (اشاره به حضور بشیرتاش در برنامهٔ روبه‌رو (شبکه من و تو)، رادیو فردا و صدای آمریکا  ). بشیرتاش هم‌اکنون در بلژیک ساکن و دارای سه کلینیک دندانپزشکی است که به‌همراه همسرش، دریا صفایی، آن‌ها را اداره می‌کند و به کار دندانپزشکی و جراحی ایمپلنت اشتغال دارد. سعید بشیرتاش در آبان ۱۴۰۱ به همراه چند ده تن از فعالان سیاسی مطرح اپوزیسبون جبهه هفت آبان را بنیان گذارد و از آن زمان مسئولیت این سازمان سیاسی ملی‌گرا را برعهده دارد.  این سازمان در اسناد بنیادین خود بنیادهای فکری خود را ارائه کرده است. 

## نگاه سیاسی
سعید بشیرتاش انقلاب اسلامی را یک انقلاب ارتجاعی و ضدایرانی دانسته  و ادامهٔ حیات جمهوری اسلامی را تهدیدی برای حیات ملی ایران و ثبات منطقه می‌داند و خواهان انقلابی برای کنارزدن جمهوری اسلامی است. او خواهان برقراری یک حکومت دمکراتیک در ایران است که ضامن جدایی دین از دولت و برابری حقوقی شهروندان ایرانی باشد.
سعید بشیرتاش در کنفرانس مطبوعاتی دسامبر ۱۴۰۱ خود گفت که جبهه هفت آبان و شاهزاده رضا پهلوی در یک طول موج قرار دارند.  او خواهان اتحاد همه نیروهای سیاسی برای سرنگونی جمهوری اسلامی پیرامون سه اصل تمامیت ارضی و یگانگی ملت ایران، دموکراسی سکولار مبتنی بر حقوق بشر و تعیین شکل نظام توسط ملت ایران است. به نظر سعید بشیرتاش، کسانی که ملت ایران را به رسمیت نمی‌شناسند نمی‌توانند جایی در چنین اتحادی داشته باشند. 
در زمینه سیاست خارجی، سعید بشیرتاش خواهان پایان یافتن دخالت‌های جمهوری اسلامی در منطقه و دوستی ایران با همه کشورهای جهان است. 